# Porphyrinia albina
Porphyrinia albina är en fjärilsart som beskrevs av Otto Staudinger 1897. Porphyrinia albina ingår i släktet Porphyrinia och familjen nattflyn. Inga underarter finns listade i Catalogue of Life.